# Zurro (cognome)
Zurro è un cognome di lingua italiana.

## Varianti
Zurri.

## Origine e diffusione
Il cognome è tipicamente siciliano.
Potrebbe derivare dal siciliano zurru, aggettivo riferito a persone rozze, ruvide, grossolane. È potenzialmente affine ai cognomi Zumbo e Zurlo.